# Mariano Ortega Martínez
Mariano Ortega Martínez (Esparreguera, Barcelona, 15 d'abril de 1971) és un exjugador i entrenador d'handbol. Jugava en la posició de lateral dret. Mesura 1.89 metres i pesa 87 kg.
Va ser internacional amb la selecció d'handbol d'Espanya, disputant, entre d'altres, els Mundials de Portugal 2003, Tunis 2005 i Alemanya 2007 i els Europeus de Suècia 2002, Suïssa 2006 i Noruega 2008.

## Equips

### Com a jugador
- BM Valladolid (1992-1996)
- Caixa Cantàbria (1996-2001)
- BM Ciudad Real (2001-2005)
- CAI Aragón (2005-2008)

### Com a entrenador
- CAI Aragón (2008-2014)
- SL Benfica (2014-2017)
- BM Burgos (2017-2018)
- Selecció d'Aràbia Saudita (2018-2018)
- AD Ciudad de Guadalajara (2019-Act.)

## Palmarès

### Amb clubs
- 1 Lliga Asobal: 2003-04
- 1 Copa del Rei: 2002-03
- 1 Supercopa d'Espanya: 2004-05
- 4 Copes ASOBAL: 1996-97, 1997-98, 2003-04 i 2004-05
- 3 Recopes d'Europa: 1997-98, 2001-02 i 2002-03

### Amb la selecció espanyola
- Medalla d'or al Mundial de Tunis de 2005.
- Medalla d'or en els Jocs Mediterranis d'Almeria de 2005.
- Medalla d'argent a l'Europeu d'Itàlia de 1998.
- Medalla d'argent a l'Europeu de Suïssa de 2006.
- Medalla de bronze a l'Europeu de Croàcia de 2000.